# Barrage de l'Angillon
Le barrage  de l'Angillon est un barrage-poids sur le cours de l'Angillon à la limite des communes de Crotenay et de Champagnole dans le département français du Jura.

## Géographie
Le barrage est situé dans une partie resserrée de la vallée de l'Angillon, 1500 mètres avant sa confluence avec l'Ain et en amont des cascades qui créent le dénivelé nécessaire.

## Histoire
Le barrage et la centrale sont construits vers 1923 par l'industriel suisse Hugues Bovy afin d'alimenter la commune du Crotenay en électricité. Après la Seconde Guerre mondiale, l'industriel champagnolais Giraud-Sauveur achète la centrale et l'exploite à travers la société Juralina. Elle est actuellement exploitée par la société Nouvergies créée en 1999 par Jean-Claude Bourrelier fondateur des magasins Bricorama.

## Données techniques
Le barrage de l'Angillon a une hauteur de 5,5 mètres (9 mètres coté aval grâce au saut rocheux) et une largeur de 39 mètres et il retient environ 50 000 m³ d'eau qui alimentent la centrale construite 300 mètres en aval en rive droite. L'eau est acheminée à la centrale par une conduite forcée créant un dénivelé brut de 30,4 mètres avant d'être turbinée au moyen de deux groupes turbine-alternateur. 

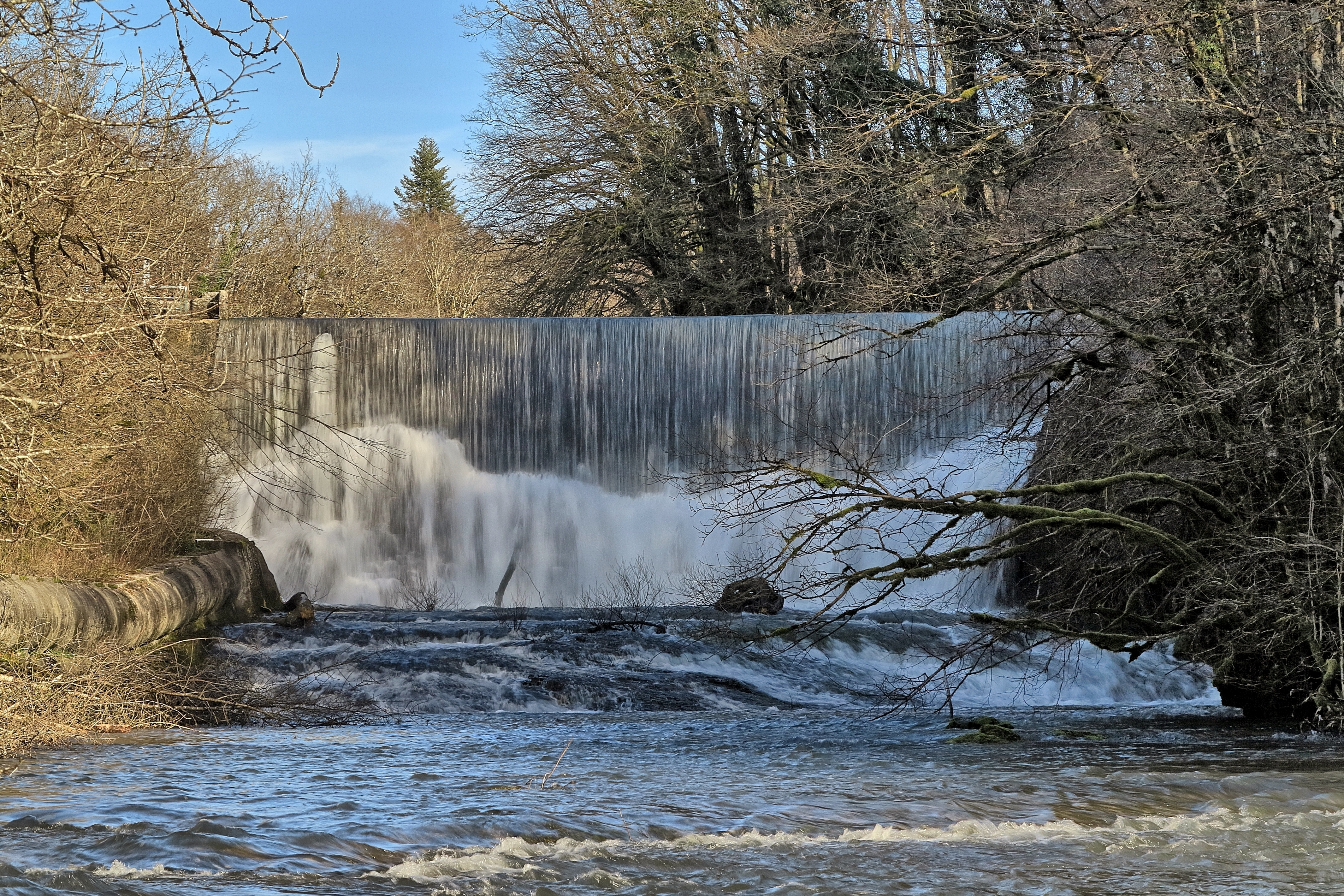
Le barrage vu depuis l'aval avec la conduite forcée à gauche.
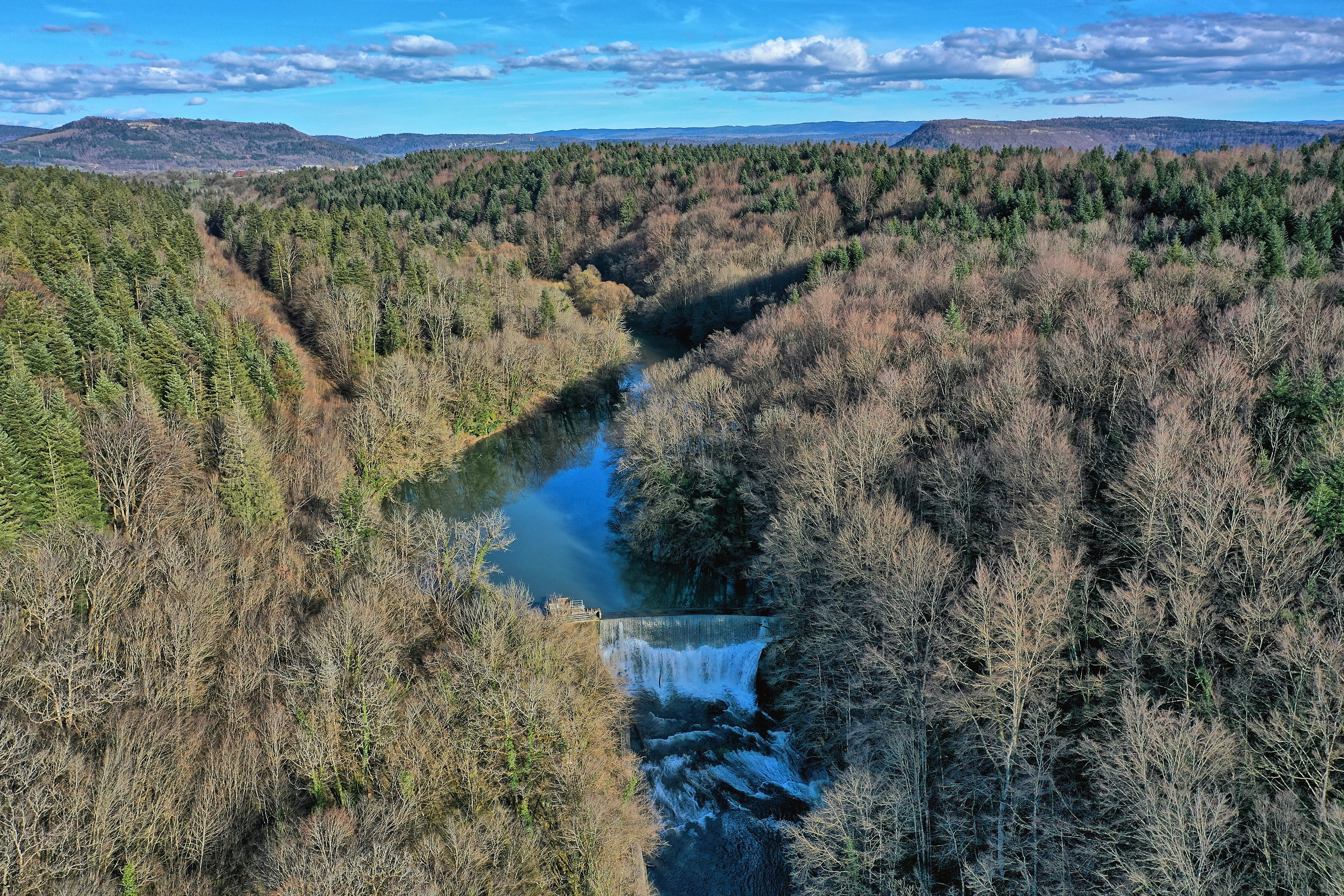
Le barrage et sa retenue.
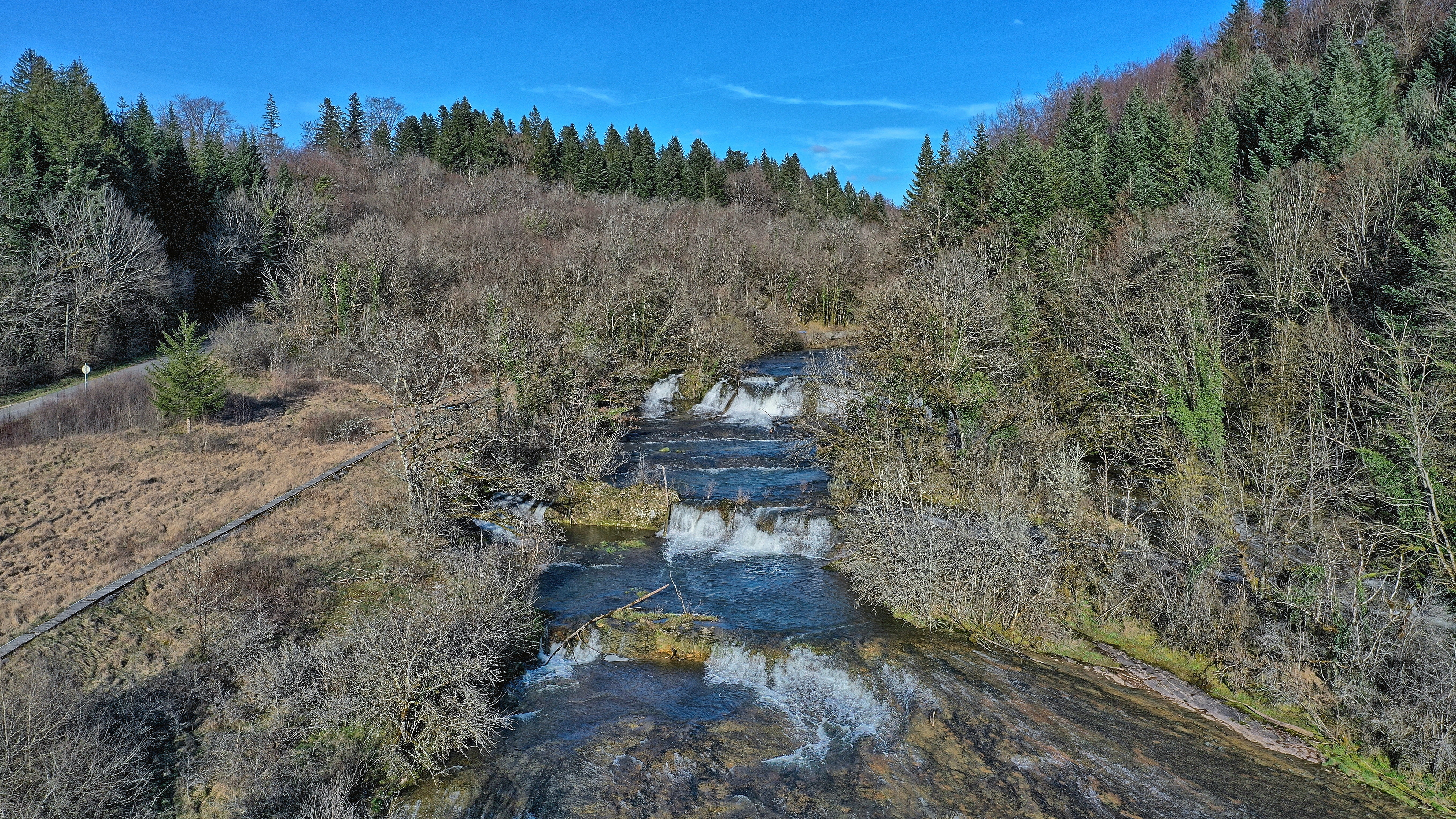
Cascades en aval du barrage.